# Арахниды в Великобритании
Арахни́ды в Велиокбрита́нии (англ. Arachnids in the UK) — четвёртая серия одиннадцатого сезона британского научно-фантастического сериала «Доктор Кто». Сценарист серии — исполнительный продюсер сериала Крис Чибнелл. Режиссёр — Салли Апрахамян. Премьера серии состоялась 28 октября 2018 года.
В этой серии Тринадцатый Доктор (Джоди Уиттакер) возвращает Грэма О'Брайена (Брэдли Уолш), Райана Синклера (Тосин Коул) и Ясмин Хан (Мандип Гилл) в Шеффилд, где они обнаруживают серьёзную проблему в виде огромных пауков. В серии снимались Крис Нот и Шобна Гулати, а Шэрон Д. Кларк вернулась к роли Грейс.
Название серии является отсылкой к песне британской панк-рок-группы Sex Pistols «Anarchy in the U.K.».

## Сюжет
Вернувшись в Шеффилд, Доктор и Райан знакомятся с семьёй Ясмин, пока Грэм возвращается домой и скорбит по Грейс. Когда Ясмин отправляется встретить свою мать, Наджия, Доктор и Райан сталкиваются с доктором Джейд Макинтайр, специалистом по паукам, которая пытается узнать, что случилось с коллегой, живущей по соседству с семьёй Ясмин. Зайдя в квартиру, группа узнаёт, что коллегу Макинтайр убил огромный паук. Это вызывает вопросы о его происхождении. К ним присоединяется Грэм, который нашёл сброшенную кожу паука в своём доме, и группа узнаёт, что Макинтайр исследует необычные характеры поведения в местной экосистеме пауков после того, как недавно прекратились эксперименты над пауками. Вскоре они выясняют, что аномальное поведение связано с роскошным гостиничным комплексом, в котором работала мать Ясмин, пока её не уволил американский владелец Джек Робертсон.
Посетив гостиницу, группа устанавливает, что на телохранителя и личную помощницу Робертсона напали и увели. Исследуя членистоногих вместе с Робертсоном, Ясмин и Наджией, они ловят паука. Выясняется, что гостиница Робертсона построена на заброшенных шахтах, которые использовались как свалка для промышленных отходов. Макинтайр, узнав компанию, которая избавлялась от отходов в её лаборатории, осознаёт, что пауки являются потомством выброшенного подопытного, считавшегося погибшим. Доктор выдвигает теорию о том, что непосредственно из-за токсичных отходов подопытный мутировал и пауки использовали тоннели, чтобы перемещаться по городу.
Используя убежище, которое Робертсон обустроил в гостинице, Райан завлекает потомство подопытного паука музыкой внутрь, чтобы гуманно умертвить пауков в герметичном помещении. Остальная часть команды сталкивается в банкетном зале гостиницы с паучьей королевой. Группа выясняет, что она умирает, поскольку не может дышать из-за того, что её тело стало слишком большим. Доктор надеется, что паук мирно умрёт, но, к её отвращению, Робертсон убивает его пистолетом своего телохранителя. Ситуация разрешена, и Райан, Ясмин и Грэм размышляют о возвращении к прежней жизни. Однако они решают, что вместо этого хотят повидать вселенную, и выбирают путешествие с Доктором в ТАРДИС, чему она рада.

## Кастинг
После премьеры первой серии сезона «Женщина, которая упала на Землю» было подтверждено, что в сезоне появятся Крис Нот и Шобна Гулати.

## Показ
За один вечер серию посмотрело 6,43 миллионов зрителей. Это второй результат вечера и третий за всю неделю среди программ со всех каналов. Доля зрителей серии составила 29,3 %. Серия получила индекс оценки, равный 83 (из 100).

## Критика
Серия «Арахниды в Великобритании» получила преимущественно положительные отзывы от критиков. На сайте Rotten Tomatoes она получила одобрение 91 % на основе 23 отзывов при среднем рейтинге 7,17 из 10. Был дан следующий критический консенсус: «Жуткая, вызывающая мурашки по телу, наполненная превосходными гостевыми актёрами, серия «Арахниды в Великобритании» ощущается как высокобюджетный фильм категории B, обеспечивая очередное восхитительное приключение для Команды ТАРДИС».